# Arizona Diamondbacks
Arizona Diamondbacks – drużyna baseballowa grająca w zachodniej dywizji National League, z siedzibą w Phoenix w stanie Arizona

## Historia
W marcu 1995 zarząd ligi ogłosił, iż począwszy od sezonu 1998 w National League występować będzie nowy zespół z Phoenix. Klub przyjął nazwę Arizona Diamondbacks i 31 marca 1998 rozegrał pierwszy mecz w Major League Baseball w obecności 50 179 widzów; przeciwnikiem był zespół Colorado Rockies. W sezonie 1999 Diamondbacks wygrali 100 meczów w sezonie zasadniczym i awansowali do postseason, gdzie ulegli w National League Division Series New York Mets 1–3.

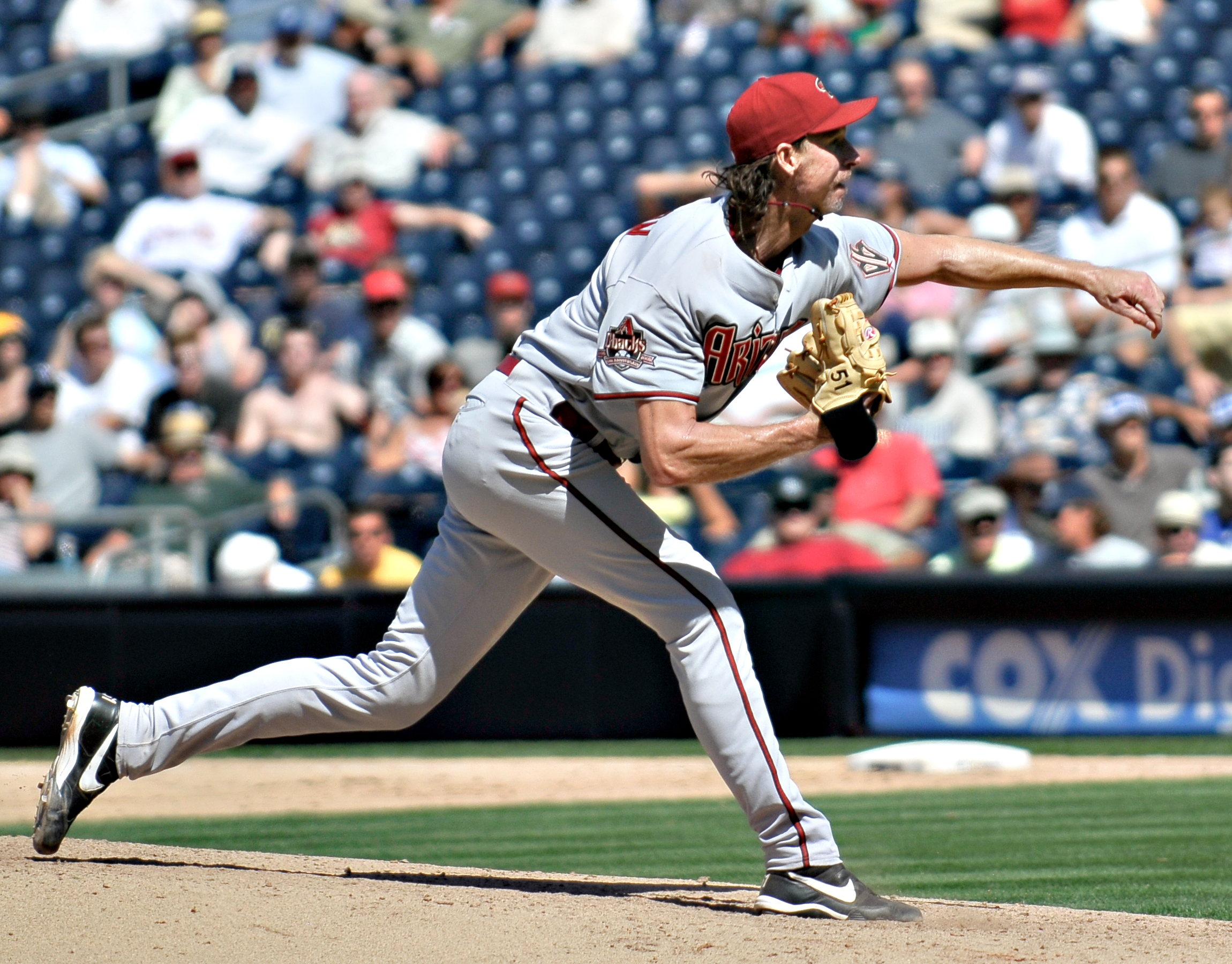
Randy Johnson będąc zawodnikiem Diamondbacks czterokrotnie zdobył nagrodę Cy Young Award, został wybrany MVP finałów w 2001 roku i rozegrał 17. w historii Major League perfect game.

Dwa lata później po wyeliminowaniu St. Louis Cardinals w Division Series i Atlanta Braves w National League Championship Series, Diamondbacks przystąpili do World Series, w których pokonali New York Yankees w siedmiu meczach. W 2007 Diamondbacks po zwycięstwie nad Chicago Cubs w Division Series awansowali do National League Championship Series po raz drugi w historii klubu, jednak ulegli Colorado Rockies 0–4.
W sezonie 2011 zespół przegrał w Division Series z Milwaukee Brewers 2–3.

## Sukcesy
| Tytuł                               | Liczba | Rok                          |
| ----------------------------------- | ------ | ---------------------------- |
| World Series                        | 1      | 2001                         |
| National League Championship Series | 1      | 2001                         |
| National League West Division       | 5      | 1999, 2001, 2002, 2007, 2011 |

## Zastrzeżone numery
Od 1997 numer 42 zastrzeżony jest przez całą ligę ku pamięci Jackie Robinsona, który jako pierwszy Afroamerykanin przełamał bariery rasowe w Major League Baseball.
| Luis Gonzalez OF, 1999-2006 wycofany w 2010 | Randy Johnson P, 1999-2004 2007-2008 wycofany w 2015 | Jackie Robinson Wycofany przez wszystkie kluby MLB Zastrzeżony 15 kwietnia 1997 |
| ------------------------------------------- | ---------------------------------------------------- | ------------------------------------------------------------------------------- |